# Тику-Колоније (Клуж)
Тику-Колоније (рум. Ticu-Colonie) насеље је у Румунији у округу Клуж у општини Агирешу. Oпштина се налази на надморској висини од 408 m.

## Становништво
Према подацима из 2002. године у насељу је живело 195 становника.

### Попис2002.
| Расподела становништва по националности 2002.‍ | Расподела становништва по националности 2002.‍ | Расподела становништва по националности 2002.‍ | Расподела становништва по националности 2002.‍ | Расподела становништва по националности 2002.‍ |
| --------------------------------------------- | --------------------------------------------- | --------------------------------------------- | --------------------------------------------- | --------------------------------------------- |
|                                               |                                               |                                               |                                               |                                               |
| Румуни                                        | Румуни                                        |                                               | 163                                           | 83,6%                                         |
| Мађари                                        | Мађари                                        |                                               | 17                                            | 8,7%                                          |
| Роми                                          | Роми                                          |                                               | 15                                            | 7,7%                                          |